# Вишкская волость
Вишкская волость (латыш. Višķu pagasts) — одна из 25 волостей Аугшдаугавского края Латвии. Находится в северной части края. Административным центром волости является село Шпоги.
В состав волости входят населённые пункты: 505 км, 506 км, Антаны, Ашчуки, Балашки, Бомбизи, Ванаги, Вейскупишки, Вецие Токари, Виганти, Вилки, Вишки, станция Вишки, Вишкский техникум, Гайс, Гравини, Грустани, Грустанишки, Гуляны, Данышевка, Дегли, Дейки-Бренчи, Дзирнавишкас, Еренишки, Журавки, Заборная, Зусаны, Йонаны, Казулиши, Кална Вишки, Кебжи, Киврини, Клекери, Клобаны, Королевщина, Кошкино, Крутели, Кузьмино, Лазовка, Лаурени, Лиелие Лаури, Литавниеки, Лоздас, Лубанец, Лукштениеки, Люлишки, Маза Барановска, Макарова, Матисаны, Межа Куртыши, Межиниеки, Мозули, Московская, Нарбуты, Острова, Отра Боровка, Пакни, Пейпини, Пирма Боровка, Плаужи, Плотупи, Подгурье, Рогова, Саулишки, Силавишки, Скуки, Сманы, Страумес, Стродишки, Сюбри, Табуны, Тукиши, Харчишки, Цатлакши, Целя Куртыши, Шпоги, Эзерстарпи.
По территории волости протекают реки: Алиуте, Вордовка, Дубна, Лиела Муса, Маза Муса, Медупе, Тартакс. Из крупных водоёмов: озёра Ардавас, Додкас, Курлайс, Лукнас, Вишкю.